# مهار بیکر
مهار بیکر یک نام عمومی برای دسته ای از مدارهای الکترونیکی است که با اعمال بازخورد منفی غیرخطی از طریق انواع دیودها، زمان ذخیره‌سازی ترانزیستور پیوندی دوقطبی کلیدزنی (BJT) را کاهش می‌دهد. دلیل کند بودن زمان خاموش شدن BJTهای اشباع شده، بار ذخیره شده در بیس است. باید قبل از خاموش شدن ترانزیستور حذف شود زیرا زمان ذخیره‌سازی عامل محدودکننده استفاده از ترانزیستورهای دو قطبی و آی‌جی‌بی‌تی در کاربردهای کلیدزنی سریع است. مهارهای بیکر مبتنی‌بر دیود از اشباع ترانزیستور و در نتیجه مقدار زیادی شارژ ذخیره شده جمع می‌شود، جلوگیری می‌کند.

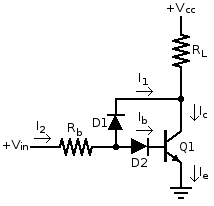
مدار مهار بیکر دو-دیودی استاندارد، که شامل جریان بازخورد I_{1} است که جریان بیس I_{b} را کاهش می‌دهد

جایگزین مهار بیکر در یک ترانزیستور شاتکی

مهار بیکر به نام ریچارد اچ بیکر نامگذاری شده‌است، که آن را در گزارش فنی خود در سال ۱۹۵۶ «مدارهای کلیدزنی ترانزیستوری با بیشینه بازده» توصیف کرده‌است. بیکر این روش را «مهارکردن پشتی» نامید، اما اکنون این مدار را مهار بیکر می‌نامند. بسیاری از منابع گزارش بیکر را برای مدار مهار دو-دیودی معتبر می‌دانند. همچنین در سال ۱۹۵۶، بیکر مدار را در یک ضمیمه ثبت اختراع توصیف کرد. ثبت اختراع ۱۹۶۱، ۳٬۰۱۰٬۰۳۱ ایالات متحده، ادعا می‌کند که استفاده از مهار در مدارهای فلیپ-فلاپ متقارن است.